# Covasna
 Ikke at forveksle med Covasna (distrikt).
Covasna (rumænsk udtale: [koˈvasna], ungarsk: Kovászna, ungarsk udtale: [ˈkovaːsnɒ], tysk: Kowasna) er en by i distriktet Covasna, Transsylvanien, Rumænien, der ligger mellem 550 og 600 moh.  Byen har 9.208 (2021) indbyggere, og  er kendt for sit naturlige mineralvand og vulkanske mofettaer.
Byen administrerer en landsby, Chiuruș (ungarsk: Csomakőrös). Landsbyen har 451 indbyggere og har en absolut flertal af  Székelys af ungarnsk afstamning.
Før Orbaiszék blev slået sammen med Sepsiszék og Kézdiszék for at skabe distriktet Háromszék i 1876, var Covasna hovedbyen i Orbaiszék. Sándor Kőrösi Csoma